# Питсфилд (Илиноис)
Питсфилд (енгл. Pittsfield) град је у америчкој савезној држави Илиноис. По попису становништва из 2010. у њему је живело 4.576 становника.

## Демографија
Према попису становништва из 2010. у граду је живело 4.576 становника, што је 365 (8,7%) становника више него 2000. године.
| Група             | 2000.         | 2010.         |
| Белци             | 4.129 (98,1%) | 4.235 (92,5%) |
| Афроамериканци    | 9 (0,2%)      | 245 (5,4%)    |
| Азијати           | 15 (0,4%)     | 11 (0,2%)     |
| Хиспаноамериканци | 26 (0,6%)     | 60 (1,3%)     |
| Укупно            | 4.211         | 4.576         |